# Мудрике
Мудрике је насељено место у Босни и Херцеговини, у општини Травник. Административно припада Федерацији Босне и Херцеговине, односно њеном Средњобосанском кантону. Према попису становништва из 2013. у насељу је било 550 становника, а већинску популацију чинили су Бошњаци.

## Становништво
По последњем попису становништва из 2013. године у овом насељу живело је 550 становника, а село је било етнички хомогено са већинском бошњачком популацијом.
| Националност       | 2013.        | 1991.        | 1981.        | 1971.        |
| Бошњаци            | 536 (97,45%) | 579 (77,41%) | 557 (75,27%) | 491 (71,99%) |
| Срби               | 9 (1,63%)    | 148 (19,79%) | 180 (24,32%) | 189 (27,71%) |
| Хрвати             | 0            | 1 (0,13%)    | 0            | 0            |
| Југословени        | —            | 0            | 3 (0,41%)    | 1 (0,15%)    |
| остали и непознато | 5 (0,91%)    | 20 (2,67%)   | 0            | 1 (0,15%)    |
| Укупно             | 550          | 748          | 740          | 682          |